# Keri (wyspa)
Keri (szw. Kokskär) – wyspa położona przy północnym wybrzeżu Estonii w Zatoce Fińskiej. Razem z wyspami Äksi i Prangli tworzy mały archipelag należący do gminy Viimsi w prowincji Harjumaa. Jest to wysunięta najbardziej na północ estońska wyspa (59°41' N). Jej powierzchnia wynosi 3,1 ha. Wyspa nie ma stałych mieszkańców. Na wyspie znajduje się latarnia morska wybudowana w 1803 roku. 25 listopada 1997 roku latarnię wpisano na listę narodowych zabytków Estonii pod numerem 9500.

## Latarnia morska
Zbudowana w 1803, zniszczona w znacznym stopniu podczas wojny w 1854, została odbudowana w 1858. Prace renowacyjne w latach 1959, 1987. Latarnia ma budowę dwuczęściową i jest wysoka na 31 metrów. Co 15 sekund nadaje długi, dwusekundowy, biały sygnał świetlny.

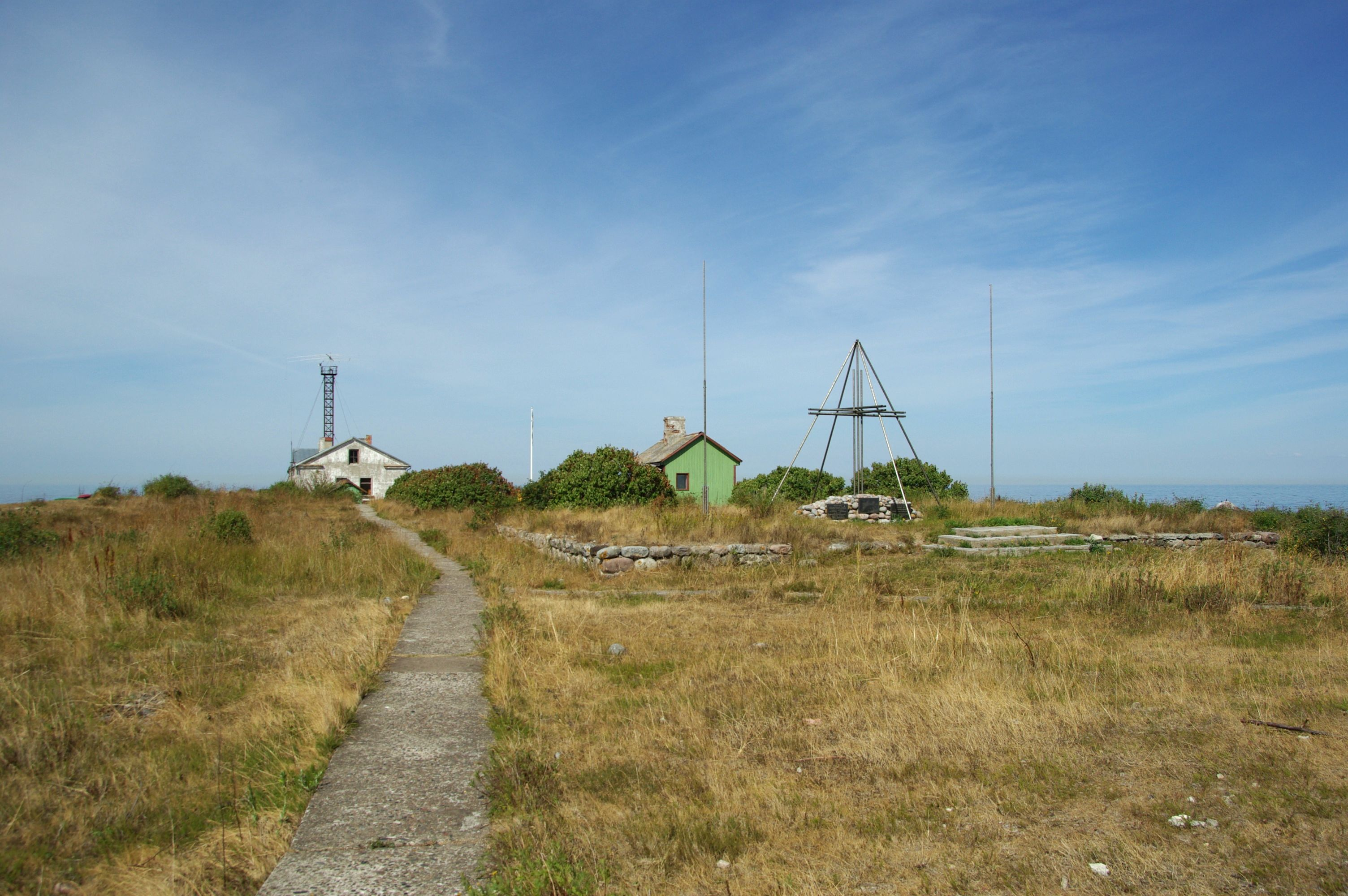
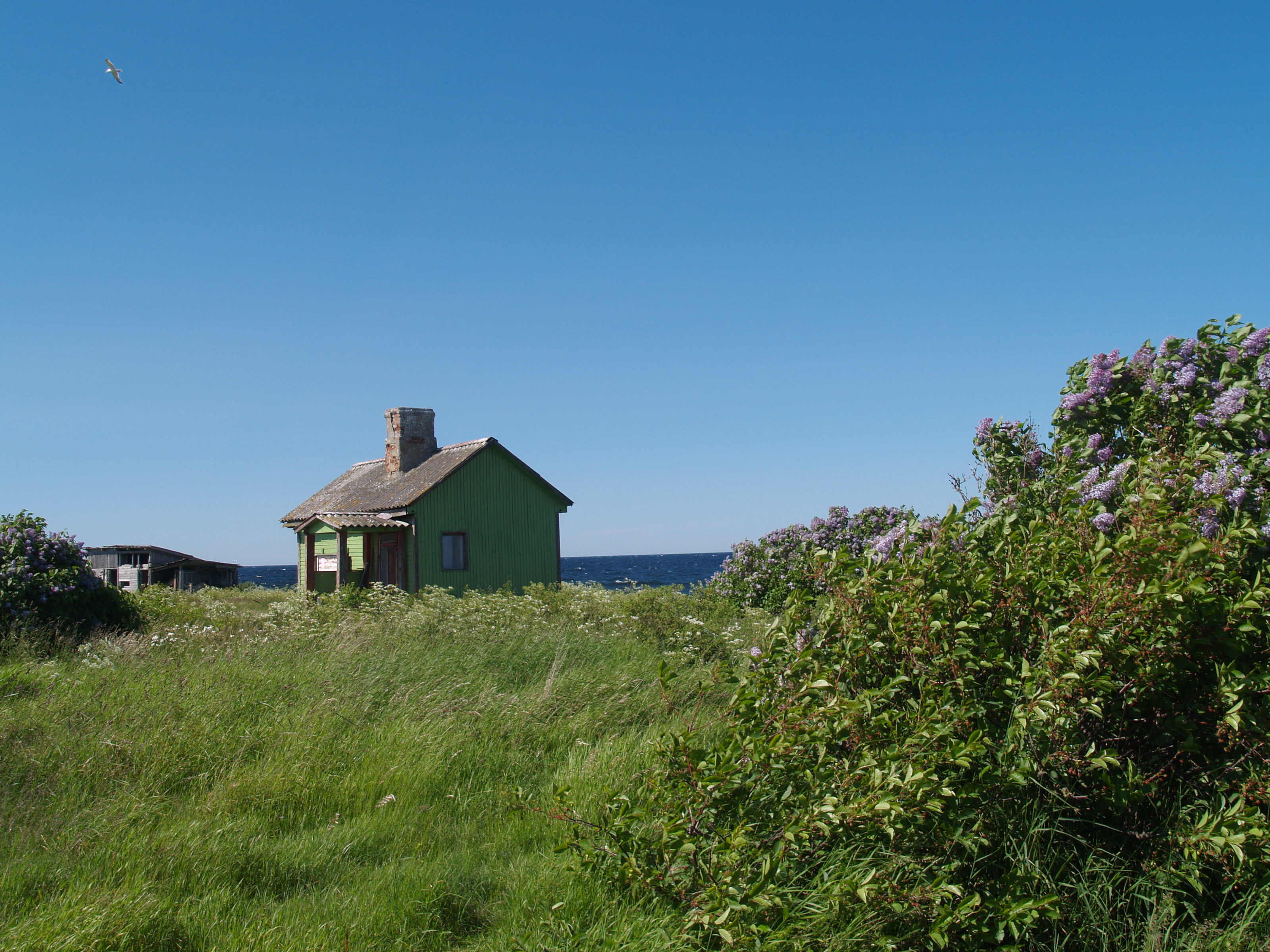
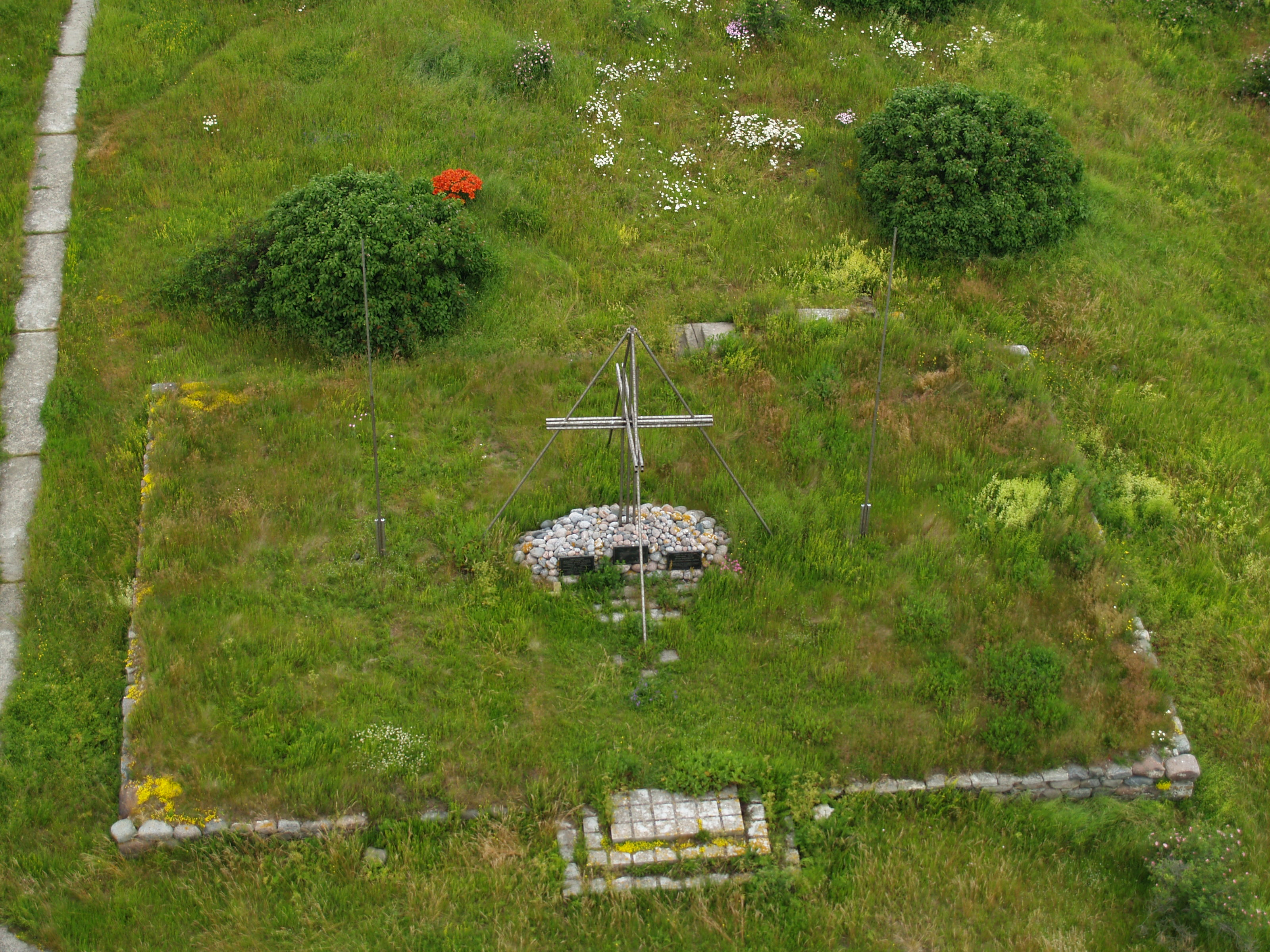
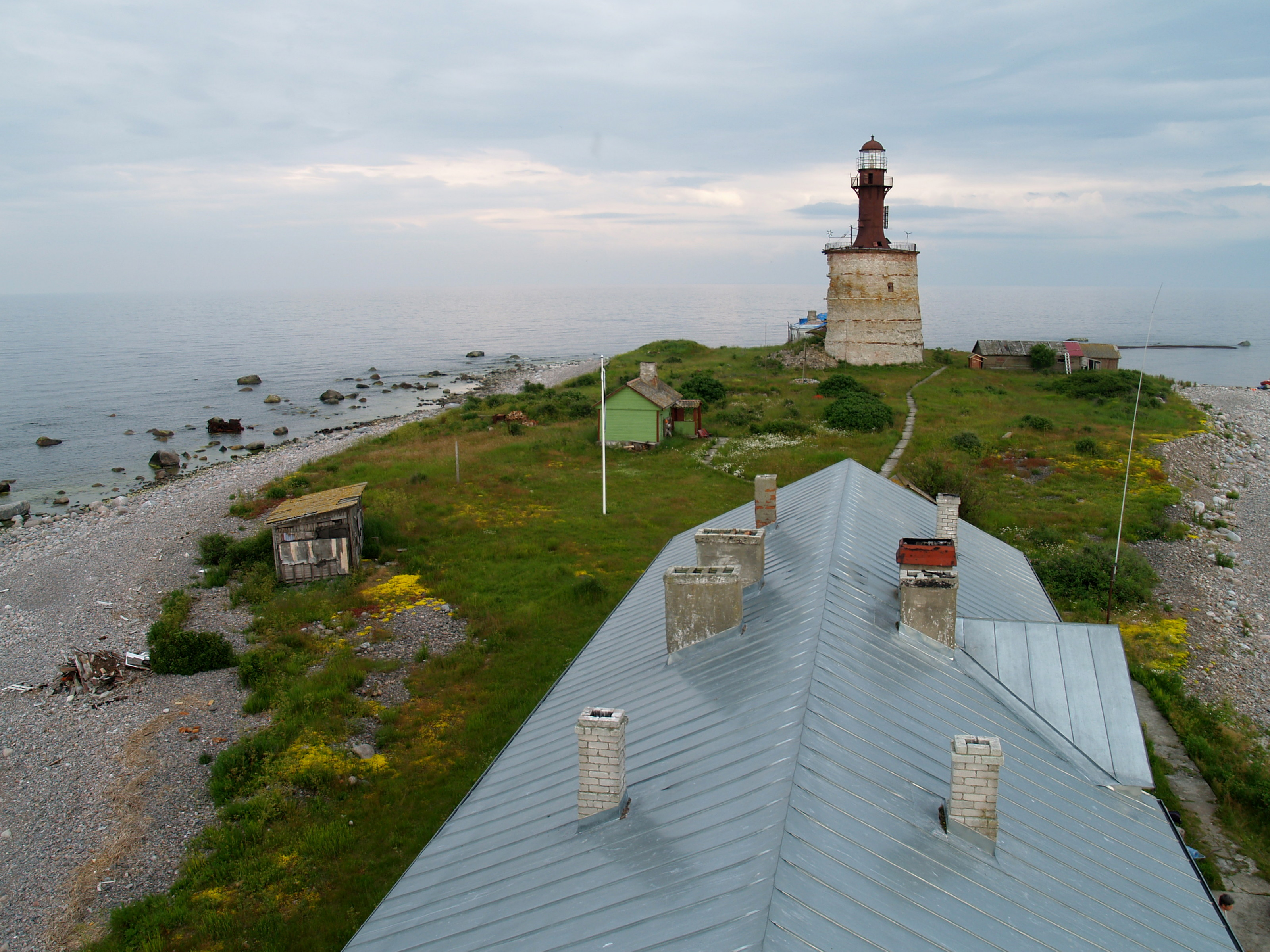
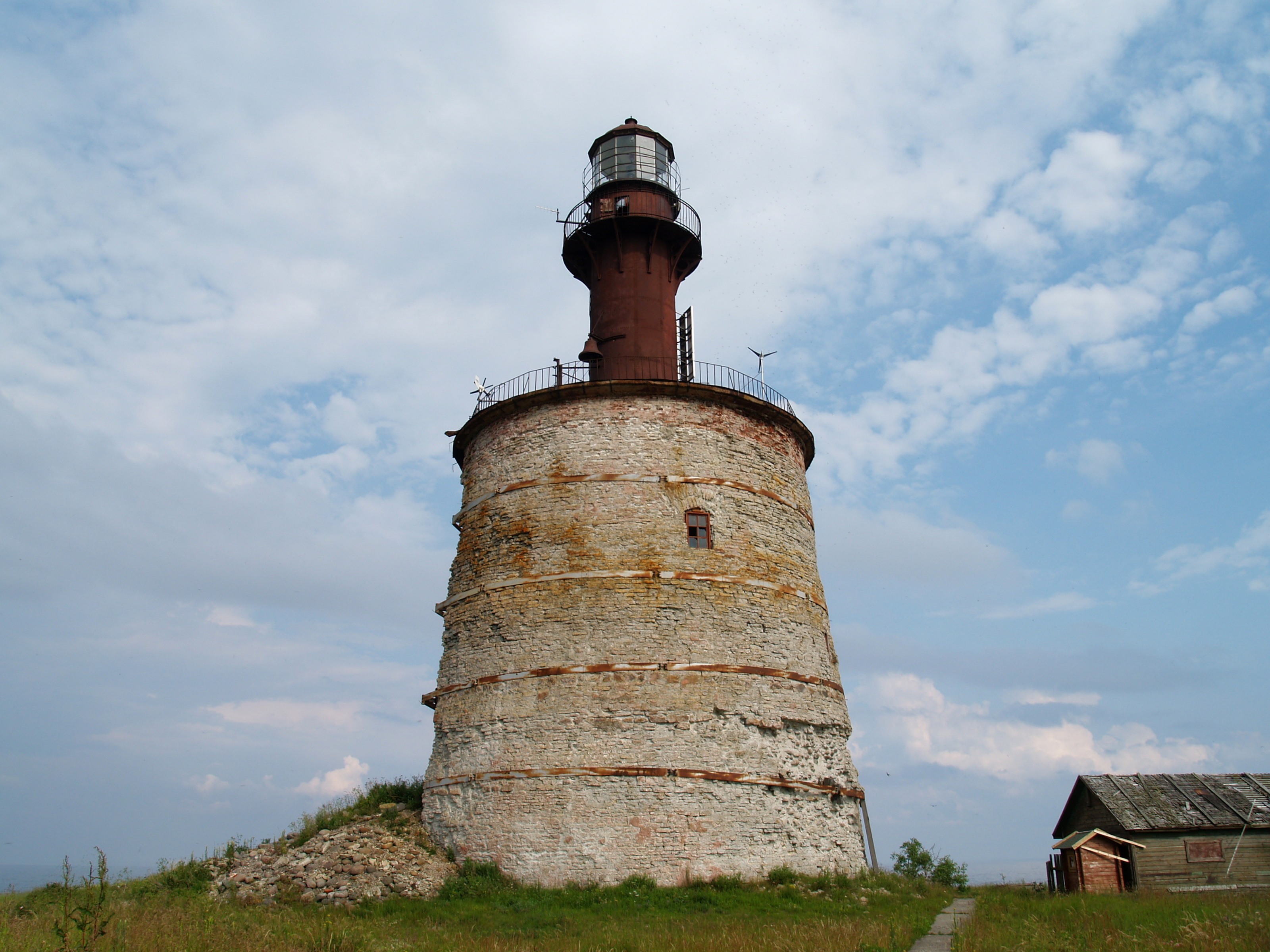
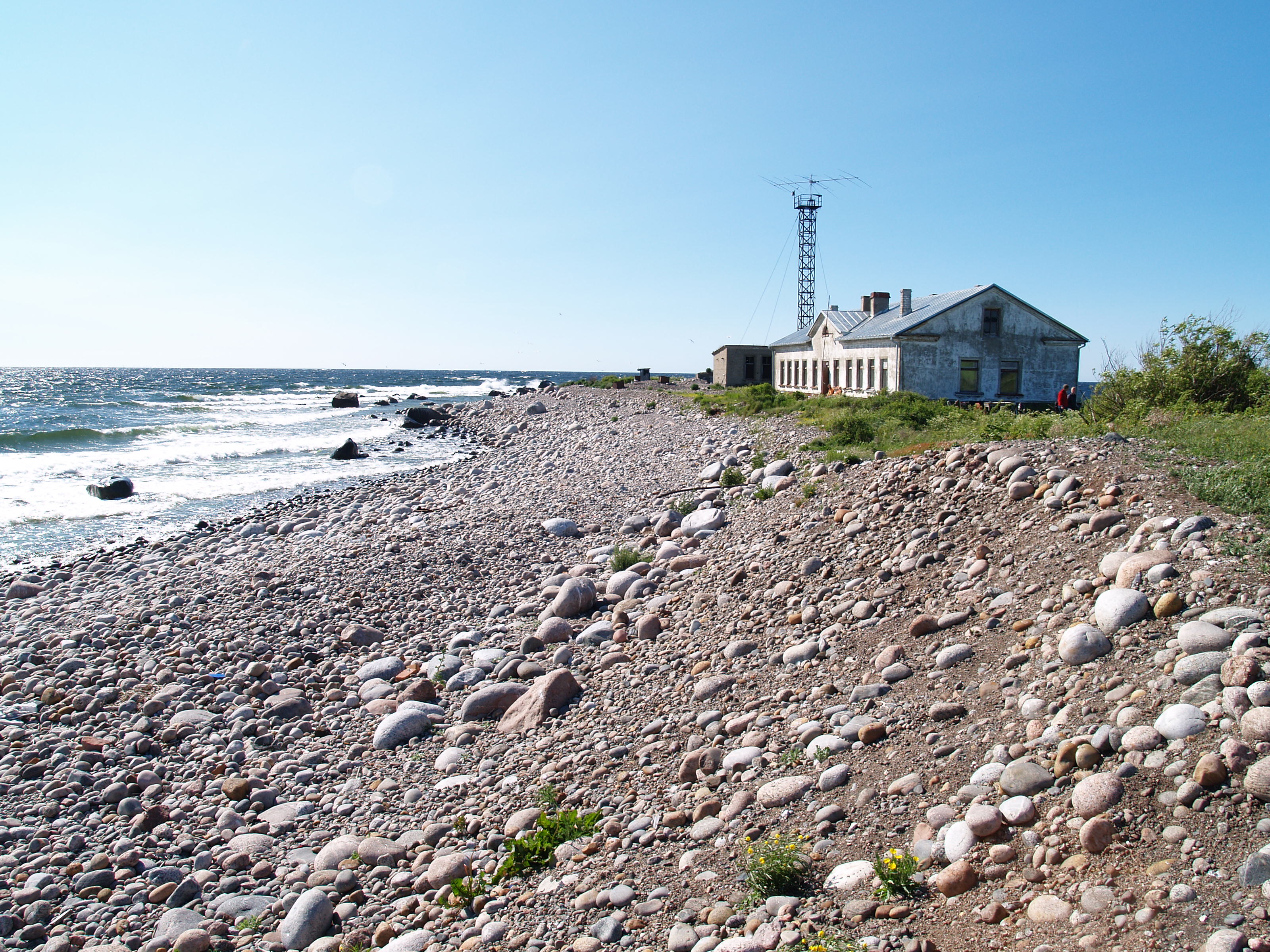